# Arroyo Club Polideportivo
L'Arroyo Club Polideportivo és un club de futbol espanyol amb seu a Arroyo de la Luz, a la comunitat autònoma d'Extremadura. Fundat l'any 1968 juga a Tercera Federació, i celebra els partits a casa a l'Estadio Municipal, amb una capacitat per a 3.000 places.

## Història
La temporada 2018-19 el club va estar a punt de baixar de Tercera Divisió, Grup 14 en acabar a només 5 punts de la zona de descens.

## Temporada a temporada
| Temporada | Nivell | Divisió    | Lloc | Copa del Rei |
| --------- | ------ | ---------- | ---- | ------------ |
| 1977–78   | 7      | 2a Reg.    | 1r   |              |
| 1978–79   | 7      | 2a Reg.    | 8è   |              |
| 1979–80   | 7      | 2a Reg.    | 2n   |              |
| 1980–81   | 6      | 1a Reg.    | 4t   |              |
| 1981–82   | 6      | 1a Reg.    | 5è   |              |
| 1982–83   | 7      | 2a Reg.    | 5è   |              |
| 1983–84   | 7      | 2a Reg.    | 3r   |              |
| 1984–85   | 7      | 2a Reg.    | 5è   |              |
| 1985–86   | 6      | 1a Reg.    | 2n   |              |
| 1986–87   | 6      | 1a Reg.    | 16è  |              |
| 1987–88   | 6      | 1a Reg.    | 5è   |              |
| 1988–89   | 6      | 1a Reg.    | 7è   |              |
| 1989–90   | 6      | 1a Reg.    | 5è   |              |
| 1990–91   | 6      | 1a Reg.    | 2n   |              |
| 1991–92   | 5      | Reg. Pref. | 20è  |              |
| 1992–93   | 6      | 1a Reg.    | 5è   |              |
| 1993–94   | 6      | 1a Reg.    | 2n   |              |
| 1994–95   | 5      | Reg. Pref. | 11è  |              |
| 1995–96   | 5      | Reg. Pref. | 8è   |              |
| 1996–97   | 5      | Reg. Pref. | 1r   |              |

| Temporada | Nivell | Divisió    | Lloc | Copa del Rei  |
| --------- | ------ | ---------- | ---- | ------------- |
| 1997–98   | 4      | 3a         | 18è  |               |
| 1998–99   | 5      | Reg. Pref. | 4t   |               |
| 1999–2000 | 5      | Reg. Pref. | 12è  |               |
| 2000–01   | 5      | Reg. Pref. | 10è  |               |
| 2001–02   | 5      | Reg. Pref. | 1r   |               |
| 2002–03   | 4      | 3a         | 16è  |               |
| 2003–04   | 4      | 3a         | 16è  |               |
| 2004–05   | 4      | 3a         | 20è  |               |
| 2005–06   | 5      | Reg. Pref. | 7è   |               |
| 2006–07   | 5      | Reg. Pref. | 4t   |               |
| 2007–08   | 5      | Reg. Pref. | 5è   |               |
| 2008–09   | 5      | Reg. Pref. | 3r   |               |
| 2009–10   | 4      | 3a         | 4t   |               |
| 2010–11   | 4      | 3a         | 3r   |               |
| 2011–12   | 4      | 3a         | 1r   |               |
| 2012–13   | 3      | 2a B       | 15è  | Tercera ronda |
| 2013–14   | 3      | 2a B       | 15è  |               |
| 2014–15   | 3      | 2a B       | 18è  |               |
| 2015–16   | 4      | 3a         | 3r   |               |
| 2016–17   | 4      | 3a         | 15è  |               |

| Temporada | Nivell | Divisió | Lloc    | Copa del Rei |
| --------- | ------ | ------- | ------- | ------------ |
| 2017–18   | 4      | 3a      | 17è     |              |
| 2018–19   | 4      | 3a      | 15è     |              |
| 2019-20   | 4      | 3a      | 9è      |              |
| 2020-21   | 4      | 3a      | 5è / 4t |              |
| 2021–22   | 5      | 3a RFEF | 5è      |              |
| 2022–23   | 5      | 3a Fed. | 6è      |              |
| 2023–24   | 5      | 3a Fed. |         |              |

- 3 temporades a Segona Divisió B
- 13 temporades a Tercera Divisió
- 3 temporades a Tercera Federació /Tercera Divisió RFEF